# Ebrar Karakurt
Ebrar Karakurt (Balıkesir, 17 januari 2000) is een Turkse volleybalster die als diagonaal speelt. Met de nationale ploeg won ze een zilveren en bronzen medaille bij zowel het Europees kampioenschap als de Nations League en nam ze een keer deel aan de Olympische Spelen. In clubverband won ze met VakıfBank SK tweemaal de Turkse titel, eenmaal de Champions League en eenmaal de wereldtitel.

## Carrière

### Clubverband
Karakurt begon met volleybal in haar thuisstad bij Balıkesir DSİ. Op twaalfjarige leeftijd maakte ze de overstap naar de jeugdafdeling van Bursa BBSK uit Bursa, waar ze twee seizoenen speelde voordat ze in 2014/15 haar debuut maakte bij het eerste team in de Sultanlar Ligi – de hoogste divisie van het vrouwenvolleybal in Turkije. Vervolgens verruilde ze Bursa voor de junioren van VakıfBank SK uit Istanboel. In het seizoen 2017/18 debuteerde Karakurt voor het eerste team waarmee ze het Turkse kampioenschap, de Turkse beker, de Champions League en het wereldkampioenschap won. De wedstrijd om de Turkse superbeker werd in oktober 2017 gewonnen van Fenerbahçe SK. Daarnaast kwam Karakurt middels een dubbele speellicentie uit voor de junioren van İstanbul Bahçelievler.
Het seizoen daarop werd ze met VakıfBank opnieuw landskampioen en eindigde ze als gedeeld derde in het bekertoernooi. In de strijd om de superbeker van 2018 was Eczacıbaşı SK te sterk. In de Champions League bereikte de ploeg de halve finale waar over twee wedstrijden verloren werd van AGIL Volley uit het Italiaanse Novara; bij het WK in Shaoxing in december 2019 waren de rollen in de troostfinale omgedraaid en won de VakıfBank het brons ten koste van de Italiaanse club. De wedstrijd om de superbeker werd wederom verloren van Eczacıbaşı. Voordat het seizoen 2019/20 van de Turkse competitie in maart 2020 vanwege de coronapandemie gestaakt werd, stond VakıfBank bovenaan het klassement. Het seizoen daarop kwam Karakurt uit voor Türk Hava Yolları SK waarmee ze de derde plaats behaalde in zowel de Sultanlar Ligi als bij de Challenge Cup. Sinds het seizoen 2021/22 speelt ze voor AGIL Volley. In oktober 2021 verloor ze met de ploeg de wedstrijd om de Italiaanse superbeker van Imoco Volley.

### Nationale ploeg
Karakurt nam met de Turkse ploeg onder 18 in 2017 deel aan het EK in Nederland en het WK in Argentinië. Met de nationale ploeg onder 23 won ze datzelfde jaar in Slovenië de wereldtitel ten koste van het gastland. Het jaar daarop debuteerde ze voor de nationale vrouwenploeg met wie ze tweede werd bij de Nations League achter de Verenigde Staten. Bij het WK eindigde Turkije als tiende, nadat ze niet voorbij de tweede ronde kwamen. In 2019 won Karakurt met de Turkse vrouwen de zilveren medaille bij het EK achter Servië en in de Nations League behaalde de ploeg een vierde plaats. In 2021 eindigde ze met de nationale ploeg als derde bij de Nations League in Rimini en bereikte ze bij de Olympische Spelen in Tokio de kwartfinale die verloren werd van Zuid-Korea. Bovendien won ze met de Turkse selectie de bronzen medaille bij het EK door Nederland in de troostfinale te verslaan.

## Cluboverzicht
| Club         | Periode    | Competitie     |
| ------------ | ---------- | -------------- |
| Bursa BBSK   | 2014–2015  | Sultanlar Ligi |
| VakifBank SK | 2017–2020  | Sultanlar Ligi |
| THY SK       | 2020–2021  | Sultanlar Ligi |
| AGIL Volley  | 2021–heden | Serie A1       |

## Palmares
Clubverband
- 2015:  Challenge Cup
- 2017:  Turkse superbeker
- 2017:  Turkse beker
- 2018:  Champions League
- 2018:  Turks kampioenschap
- 2018:  Turkse superbeker
- 2018:  WK
- 2019:  Turks kampioenschap
- 2019:  Turkse superbeker
- 2019:  WK
- 2021:  Turks kampioenschap
- 2021:  Italiaanse superbeker

Nationale ploeg
- 2017:  WK U23
- 2018:  Nations League
- 2019:  EK
- 2021:  Nations League
- 2021: 5e OS
- 2021:  EK